# Solidaritet (rysk demokratisk rörelse)

Solidaritets flagga.

Solidaritet (ryska: Солидарность, Solidarnost) är en rysk oppositionell demokratisk rörelse grundad 2008. 
Rörelsen har flera ledare, däribland oppositionspolitiker Boris Nemtsov, Garri Kasparov  och Ilja Jasjin. 
Bland andra kända medlemmar är dissidenten Vladimir Bukovskij, människorättförsvarare Lev Ponomarev, Alexander Podrabinek, Jurij Samodurov och Oleg Orlov, politologen Andrej Piontkovskij, dirigenten Mihail Arkadjev, filmregissören Andrej Nekrasov och skådespelerskan Natalja Fatejeva.
Rörelsen beskriver som sitt mål att upprätta "ett demokratiskt politiskt system, lag, medborgerliga fri- och rättigheter". I december 2010 hade den ca 6000 medlemmar.
Solidaritet är starkt Putinkritisk och står bakom uppropet Putin måste avgå. Rörelsen har publicerat flera rapporter om korruption bland ryska makthavare, bl.a. rapporten "Putin. Resultat. 10 år" och Putin. Korruption.
Rörelsen tillhör de främsta oppositionella krafterna i Ryssland, men är inte registrerad som politiskt parti och ställer inte upp i val. Däremot sedan september 2010 ingår den i oppositionskoalitionen "För ett Ryssland utan korruption och godtycklighet" (За Россию без коррупции и произвола). I december 2010 proklamerade koalitionen om skapandet av Partiet för folkets frihet. Partiet för folkets frihet hade för avsikt att delta i valkampanjer av 2011-12, men i juni 2011 vägrade Justitieministeriet att registrera det.